# Geranomyia biargentata
Geranomyia biargentata är en tvåvingeart som först beskrevs av Alexander 1930.  Geranomyia biargentata ingår i släktet Geranomyia och familjen småharkrankar. Inga underarter finns listade i Catalogue of Life.